# Hliník-26
Hliník-26 (26Al) je radioizotop hliníku, který se s poločasem 717 000 let mění částečně beta plus přeměnou, částečně záchytem elektronu na hořčík-26. V malých množstvích se tvoří při srážkách jader argonu s protony v kosmickém záření.
Kromě beta plus záření vyzařuje také záření gama a rentgenové záření. Rentgenové záření je vydáváno excitovanými atomovými slupkami 26Mg po záchytu elektronu, který zpravidla zanechá volné místo v některé z nižších podslupek.
Jelikož je tento izotop radioaktivní, měl by být uchováván pod alespoň pěticentimetrovou vrstvou olova a při jeho přepravě, užití a skladování by měly být používány speciální nástroje. Kontakt s 26Al může vyústit v radioaktivní zamoření.

## Datování meteoritů
Hliník-26 může být využit ke zjišťování pozemského stáří meteoritů. Po oddělení z původního tělesa je úlomek bombardován kosmickým zářením, přičemž se v něm vytvoří 26Al. Po dopadu na Zemi tvorba tohoto izotopu skončí, což znamená, že podle množství 26Al lze spočítat dobu, která uplynula od dopadu meteoritu.
Tímto způsobem byly datovány i meteority z povrchu Měsíce získané misí Apollo 15.

## Výskyt v mezihvězdné hmotě

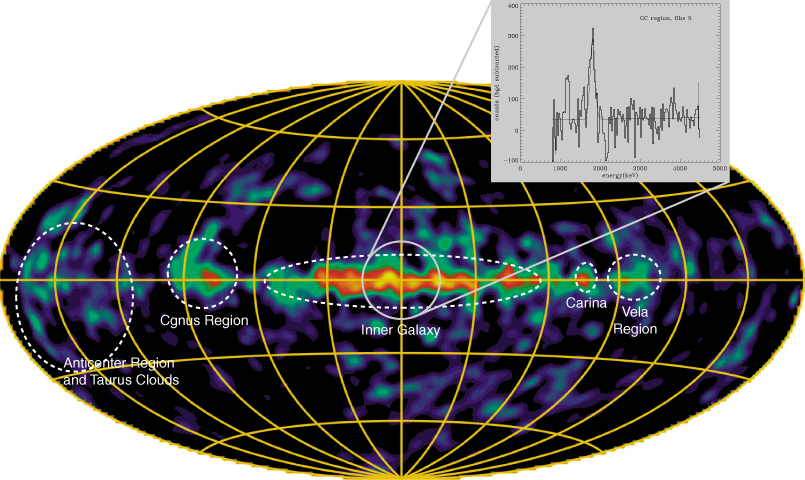
Rozdělení ^{26}Al v Mléčné dráze

Roku 1984 bylo pomocí družice HEAO-3 pozorováno gama záření o energii 1809 keV vycházející ze středu Galaxie.
Největší množství 26Al vzniká v supernovách, které vypouští velké množství hmoty do mezihvězdného prostředí.

## Historie
Před rokem 1954 bylo jako poločas přeměny 26Al udáváno 6,3 sekundy. Poté, co bylo zjištěno, že by to měl být poločas jaderného izomeru, byl základní stav připraven bombardováním 26Mg a 25Mg jádry deuteria v cyklotronu na Pittsburské univerzitě. Poločas přeměny byl nejdříve odhadnut na 106 let.
Meteorit Allende, který spadl v roce 1969, obsahoval inkluze s vysokým obsahem vápníku a hliníku, což jsou velmi žáruvzdorné materiály a předpokládá se, že vznikly kondenzací z horké pramlhoviny, následně bylo zjištěno, že v nich obsažený kyslík má asi o 5 % vyšší zastoupení než je obvyklé, zatímco poměr 17O/18O byl stejný jako na Zemi. Také byl v těchto tělesech zjištěn velmi nízký poměr 87Sr/86Sr, což ukazuje na to, že jsou o několik milionů let starší než dříve analyzovaná meteoritická hmota a v tomto druhu materiálu by měl být hledán 26Al. 26Al se v současnosti nachází ve sluneční soustavě pouze ve velmi malých množstvích jako výsledek působení kosmického záření na nestíněné materiály.
Skutečnost, že 26Al přítomný v mezihvězdném prostoru je hlavním zdrojem záření gama, nebyla známa, dokud nebyl vyvinut astronomický pozorovací program vysokých energií. Družice HEAO-3 s chlazenými germaniovými detektory umožnila přímou detekci gama záření o energii 1,808 MeV z centrálních částí Galaxie.
Tvorba 26Al v nestíněných materiálech se využívá k určení doby vystavení kosmickému záření. Jeho množství jsou mnohem nižší než na počátku sluneční soustavy.